# 바스티앙과 바스티엔

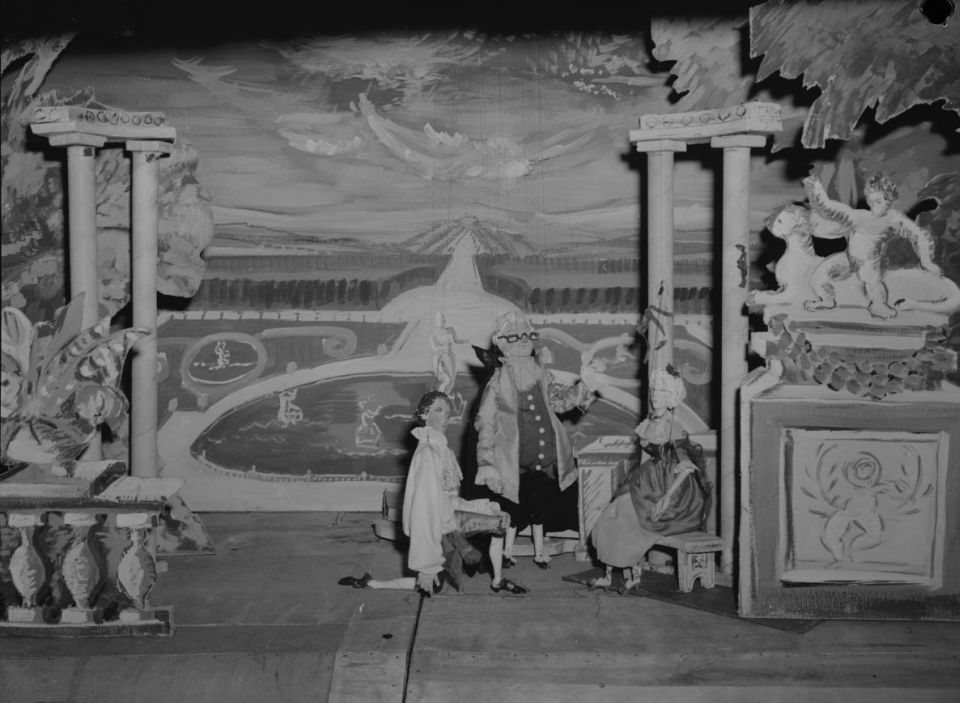

《바스티앙과 바스티엔》(독일어: Bastien und Bastienne)은 모차르트의 오페라 작품이다. 17세기 코르시카 섬 바스티아 마을을 배경으로 양치기 아가씨 바스티엔과 그 연인 바스티앙의 이야기를 그린 내용으로 약 40분 분량의 1막짜리 작품이다. 1768년 완성되어 초연되었다. 대본은 장 자크 루소의 작품이다.

## 등장인물
- 바스티엔(Bastienne): 소프라노, 양치기 소녀
- 바스티앙(Bastien): 테너, 바스티엔의 연인
- 콜라스(Colas): 바리톤, 마법사

## 내용
양치기 소녀 바스티엔은 마을 점쟁이 콜라스를 찾는다. 그녀는 그녀가 사랑하는 바스티앙을 Phyllis에게 잃을 것을 두려워해 콜라스에게 조언을 구한다. 콜라스는 그녀에게 그에게 항상 무심하게 대하고 표정에서 아무것도 알아채지 못하게 할 것을 조언한다.
잠시후 바스티앙은 그 마술사에게 찾아와 바스티엔과 곧 부부가 되고 싶다고 전한다. 그러나 마술사는 그에게 그녀는 이미 다른 사람을 사랑하고 있다고 전한다.
콜라스는 바스티엔에게 윙크하고는 그의 마술책을 열어 아무 의미없는 이태리어와 라틴어 음절 조합을 외는 아리아를 부른다.
바스티앙은 질투하기에 이르고 바스티엔은 그런 그에게 무심하게 대한다.
결국 바스티앙은 자살할 것이라며 협박하면서까지 그녀의 마음을 바꾸려 노력하고 바스티엔느는 마음을 바꾼다.
둘은 서로를 꼭껴안으며 그들을 재회하게 한 콜라스에 감사하며 막을 내린다.

## 참고 문헌
- 필립 솔레르스, 《모차르트 평전》, 김남주 역, 효형출판, 2002, ISBN 89-86361-73-6